# Sveriges Socialistiska Pionjärer
Sveriges Socialistiska Pionjärer er en socialistisk barnorganisation bildad 1978, som tillsammans med VPK och Kommunistisk ungdom arbetade för barnens rättigheter och ett socialistiskt Sverige. Fram till 1992 var de en systerorganisation till Vänsterpartiet, men i samband med att de slutade få ekonomiskt stöd beslöt de att vara en självständig och fristående organisation. 